# Une autre vie (film)
Pour les articles homonymes, voir Une autre vie et Lover.
Pour plus de détails, voir Fiche technique et Distribution.
Une autre vie est un drame romantique français réalisé par Emmanuel Mouret et sorti, en France, en 2013.

## Synopsis
Aurore est une pianiste, concertiste talentueuse. À la suite de la mort de son père, elle se sent incapable de jouer et part avec son frère, Paul, qui gère sa carrière, dans le sud de la France pour vider la maison de son père.
Elle y rencontre Jean, installateur d'alarmes venu effectuer des travaux. Tandis que Paul tente vainement de la pousser à se remettre à jouer, ne voulant pas gâcher son talent qu'il trouve immense, une idylle naît entre Aurore et Jean. Grâce à cette histoire d'amour, Aurore retrouve goût au piano. Mais Jean vit avec Dolorès, une  femme qui éprouve pour lui des sentiments extrêmes et se montre prête à tout pour le garder auprès d'elle.

## Fiche technique
- Titre : Une autre vie
- Réalisation : Emmanuel Mouret
- Scénario : Emmanuel Mouret
- Musique : Grégoire Hetzel
- Photographie : Laurent Desmet
- Montage : Martial Salomon
- Producteur : Frédéric Niedermayer
- Production : Moby Dick Films, en association avec les SOFICA Cinémage 7 et Indéfilms 1
- Distribution : Pyramide Distribution, Kinology, K-Films Amérique (Québec)
- Pays :  France
- Durée : 95 minutes
- Genre : comédie
- Dates de sortie :
  -  Suisse : 11 août 2013 (Festival international du film de Locarno)
  -  France : 11 novembre 2013 (Festival international du film d'Arras)
  -  Québec : 22 janvier 2014

## Distribution
- Jasmine Trinca : Aurore Astier
- JoeyStarr : Jean Mercier
- Virginie Ledoyen : Dolorès
- Stéphane Freiss : Paul Astier
- Bernard Verley : le docteur
- Thibault Vinçon : le jeune compositeur
- Ariane Ascaride : Claudine
- Vittoria Scognamiglio : la mère
- Clément Rousset : Thomas

## Réception par la presse et le public
Selon le journal Le Figaro, le film figure en huitième position dans la liste des vingt films français et étrangers « les plus boudés par le public » en 2014. Selon la critique de Télérama, le réalisateur Emmanuel Mouret, reconnu pour ses comédies romantiques, ne parvient pas à faire incarner ses personnages dans ce « suspense mélodramatique » ; seule Virginie Ledoyen se distingue par la justesse de son interprétation, sans pour autant sauver le film. Une appréciation soutenue par Serge Kaganski des Inrocks : « c’est un peu comme si Éric Rohmer s’essayait à faire du Truffaut ».